# Campylorhynchus yucatanicus
Campylorhynchus yucatanicus е вид птица от семейство Troglodytidae. Видът е почти застрашен от изчезване.

## Разпространение
Видът е разпространен в Мексико.